# طلسمية أجمية
طلسمية أجمية (الاسم العلمي: Catananche caespitosa) هو نوع من النباتات يتبع جنس الطلسمية من الفصيلة النجمية.